# 銀ヤンマ 雀鬼たちの伝説
『銀ヤンマ 雀鬼たちの伝説』（ぎんヤンマ・じゃんきたちのでんせつ）は、福本伸行による日本の漫画短編集。1991年12月31日竹書房から発売。全て麻雀漫画である。

## 内容
銀ヤンマ
刑事の平井銀次と、すり替え使いの志村、との勝負の話。全5話。
ガン辰
ガンパイの達人で、癌患者の浅井辰三と、その息子を巡る話。全1話。
遠藤
N会の代打ち、遠藤鉄雄と、その弟子、森川将吾の世代交代にまつわる話。全1話。

## 単行本
- 福本伸行『銀ヤンマ 雀鬼たちの伝説』〈近代麻雀コミックス〉
  1. 1991年12月31日発行、ISBN 978-4-88-475558-4